# Gaius Suetonius Tranquillus
Gaius Suetonius Tranquillus (vaak kortweg Suetonius; bij Hippo Regius, 69/70 – 140) was een Romeins biograaf, cultuurhistoricus, jurist en hoge ambtenaar uit de keizertijd.

## Biografie
Suetonius werd geboren rond 70 na Chr. als zoon van Laetus in de equites, een maatschappelijke klasse, direct onder de senatoren. Laetus nam in 69 deel aan de Eerste Slag bij Bedriacum voor keizer Otho tegen de latere keizer Vitellius. In de buurt van Hippo Regius in Africa is een opschrift gevonden, mogelijk vervaardigd door dankbare burgers, waaruit Suetonius' carrière kan worden afgeleid. Als alternatieve geboorteplaatsen zijn gesuggereerd Rome, Ostia en Pesaro waar een gens Suetonia woonde.
De jonge Suetonius kreeg een rechtenopleiding en diende onder Plinius de Jongere toen deze gouverneur van Bithynia was. Uit een aantal brieven van Plinius blijkt dat deze hem als geleerde (scholasticus) en vriend hogelijk waardeerde. Plinius en Septicius Clarus, prefect van de pretoriaanse garde, bevalen hem aan bij keizer Trajanus die hem als bibliothecaris/archivaris (a studiis en a bibliothecis) aanstelde. Onder keizer Hadrianus was hij enkele jaren hoofd van het keizerlijke secretariaat (ab epistulis).
Waarschijnlijk in 122 werden hij en zijn beschermheer Septicius Clarus op staande voet ontslagen tijdens een reis van Hadrianus' hof in Britannia, vermoedelijk vanwege een vermeende, te vertrouwelijke relatie met de keizerin Vibia Sabina. Voor de geschiedschrijving was dit betreurenswaardig, omdat Suetonius vanaf dit moment geen toegang meer had tot het keizerlijk archief. Een lezing van dit voorval is dat hij na de dood van Plotina, tot wier kring hij hoorde, door een paleisintrige werd verwijderd, net als zijn beschermheer Septicius Clarus. Uit de indrukwekkende lijst van zijn werken blijkt dat hij nog lange tijd daarna literair actief moet zijn gebleven. Suetonius droeg De vita Caesarum op aan Septicius Clarus.

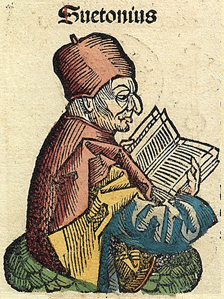
Gaius Suetonius Tranquillus (Illustratie in de Kroniek van Neurenberg)

## Werken
Suetonius is de belangrijkste Romeinse vertegenwoordiger van de biografie, naar antieke opvattingen het "arme zusje" van de historiografie, met bescheiden literaire pretentie.

### De Vita Caesarum

#### Twaalf keizers
Voor dit hoofdwerk Over de levens van de keizers verzamelde Suetonius gegevens uit de keizerlijke archieven. Maar vooral betrok hij mondelinge informatie van familieleden (vader) en andere zegslieden. Het werk - of de eerste aflevering - verscheen (rond 121 na Chr.) en bestaat uit biografieën van twaalf keizers, van Gaius Iulius Caesar tot Domitianus. (Caesar was eigenlijk geen keizer, maar zelf uitgeroepen "dictator voor het leven".) Het werk bleef nagenoeg geheel bewaard. Alleen het eerste deel van de tekst over Iulius Caesar is niet overgeleverd.
In eenvoudig Latijn geschreven, maar zonder veel zin voor historische kritiek, richtte het werk zich vooral tot het grote publiek, dat meer gesteld was op pittige details en bedgeheimen, dan op oorzaken van grote feiten en gebeurtenissen uit het staatsleven. Eigenaardig genoeg zijn de levens van de Julisch-Claudische keizers beter gedocumenteerd dan die van de latere, en ook uitgebreider. Een reden hiervoor zou kunnen zijn dat Suetonius, toen hij aan zijn werk begon, nog hoofd van de afdeling keizerlijke correspondentie was. Suetonius zou dan veel informatie uit keizerlijke brieven in de archieven hebben gehaald. Inderdaad citeert hij als eerste geschiedschrijver brieven, maar ook opmerkingen en zelfs opschriften op muren.
Het oudste overgeleverde manuscript is de Memmianus uit de negende eeuw (mogelijk een afschrift van een verloren handschrift uit de abdij van Fulda) Bibliothèque Nationale, Parijs no 6115.

#### Indeling
Suetonius volgt vaak min of meer hetzelfde stramien:
1. geboorte en familie
2. chronologische behandeling van het leven tot aan de ambtsaanvaarding
3. rubrieken waarin het publieke en private leven wordt beschreven zoals
  1. deugden
  2. ondeugden - wie werden er vermoord en waarom
  3. rechtspraak
  4. gewoontes, ook seksueel
4. uiterlijk
5. levenseinde.

#### Persoonlijke details
In tegenstelling tot Tacitus concentreerde Suetonius zich minder op de chronologische en meer op de persoonlijke bijzonderheden, hoewel veel van de keizers waarover hij schreef al overleden waren voor de geboorte van Suetonius. Juist door deze belangstelling voor de persoonlijke aspecten zijn de biografieën aardig om te lezen, ook al staan ze in literaire kwaliteit en psychologische diepgang ver achter bij die van Plutarchus. Hun kracht schuilt in de details, de talrijke anekdotes, de typerende uitspraken en trekjes, de aandacht voor uiterlijkheden (dankzij Suetonius weten we min of meer nauwkeurig hoe de keizers eruitzagen), maar ook voor de literaire en culturele belangstelling der keizers.

#### Chrestus
Suetonius maakte rond 120 in zijn werk De levens van twaalf keizers (De goddelijke Claudius, H.25, § 4) een vermelding van "Chrestus". Hij schrijft: "Omdat de Joden constant opwinding veroorzaakten op aandrang van Chrestus, verbande hij [= Claudius] hen uit Rome."
Deze passage refereert aan rellen in het jaar 50 die ook worden genoemd in Handelingen 18:2.
Er kan overigens niet met absolute zekerheid worden gesteld dat dit een verwijzing is naar Christus. De naam Chrestus kwam vaker voor, doorgaans voor slaven als aanduiding voor 'goed' of nuttig'.

### De Viris Illustribus
De Viris Illustribus (Over beroemde mannen) is een verzameling zakelijke biografieën en notities over bekende personen in de Latijnse literatuur (grammatici, redenaars, dichters, filosofen enz.) waarvan delen bewaard bleven. Een groot aantal gegevens uit Hiëronymus’ Chronica gaat op deze beschrijvingen terug.
Het bestond uit vier delen:
1. philosophi (filosofen): onder meer Seneca en Varro Reatinus
2. oratores (redenaars): 15
3. historici: Sallustius, Cornelius Nepos, Livius
4. poetae (dichters): ongeveer 30 biografieën, waarvan 6 overgeleverd (Terentius, Horatius, Persius, Lucanus, Tibullus, Vergilius (twijfelachtig of van Suetonius))

### Andere werken
Overige werken van Suetonius, in het Grieks en Latijn, zijn niet of in een enkel fragment overgeleverd. De Suda geeft een lijst.
- Roma (geschiedenis van Rome)
- Prata (over de natuur)
- Over schouwspelen en wedstrijden van de Romeinen (mogelijk de bron voor De spectacolis van Tertullianus).
- Over de spelen van de Grieken (in het Grieks)
- Over het jaar van de Romeinen
- Over afkortingen in boeken
- Over de Republiek van Cicero. Tegen Didimus
- Over de kleding
- Over scheldwoorden
- Over Rome en haar zeden
- Over de graden van verwantschap

Diverse andere auteurs noemen nog geschriften over de koningen, hofdames, lichamelijke gebreken, die wijzen op de brede eruditie van Suetonius.

## Invloed op latere literatuur
Suetonius’ keizersbiografieën werden vaak nagevolgd door latere geschiedschrijvers van de keizertijd, o.a. de schrijvers van de Historia Augusta, die de levens van keizer Hadrianus tot Numerianus (van 117 tot 284 na Chr.) beschrijven, maar veel geklets en geroddel bevatten, zelfs over fictieve keizers.
In de middeleeuwen werd Suetonius meer gelezen en gekopieerd dan Tacitus. Eginhard volgde hem na in zijn Vita Caroli Magni ('Leven van Karel de Grote').

## Boeken
- Suetonius, De vita Caesarum, vertaling D. den Hengst (Keizers van Rome), Amsterdam, 1996. ISBN 9025349692 (recensie)
- Suetonius, Romeinse keizers, vertaling Hendrik Verbruggen, 3 dln., 1986
- Suetonio Vita dei Cesari, ed. Francesco Casorati, Grandi tascabili economici Newton, Roma 1995